# جرج ایدز
جرج کالمن ایدز سوم (انگلیسی: George Coleman Eads III؛ زادهٔ ۱ مارس ۱۹۶۷) بازیگر اهل ایالات متحده آمریکا است که بیشتر برای بازی در مجموعه تلویزیونی پلیسی درام سی‌اس‌آی و مجموعه اکشن ماجراجویی مک‌گیور شناخته‌می‌شود. وی همچنین صداپیشه شخصیت کاپیتان اتم در مجموعه لیگ عدالت نامحدود و شخصیت بری آلن / فلش در مجموعه عدالت‌جویان جوان است.

## فیلم‌شناسی
از فیلم‌ها یا برنامه‌های تلویزیونی که وی در آن نقش داشته‌است می‌توان به آثار زیر اشاره کرد.
- آموزش مسائل جنسی (۲۰۱۴)
- شلیک مستقیم (۲۰۱۴)
- نبرد جنگساری (۲۰۱۹)

### تلویزیون
- بخش فوریت‌های پزشکی (۱۹۹۸–۱۹۹۷)
- سی‌اس‌آی (۲۰۱۵–۲۰۰۰)
- لیگ عدالت نامحدود (۲۰۰۴)
- دو مرد و نصفی (۲۰۰۸)
- عدالت‌جویان جوان (۲۰۱۲–۲۰۱۰)
- مک‌گیور (۲۰۱۹–۲۰۱۶)
- این ما هستیم (۲۰۲۰)